# Zuidoost-Aziatisch kampioenschap voetbal

Aantal keer kampioen

Het Zuidoost-Aziatisch kampioenschap voetbal is een tweejaarlijkse internationale voetbalcompetitie georganiseerd door de 'ASEAN Football Federation' (AFF) (Zuidoost-Aziatische voetbalbond), tussen de nationale voetbalteams van landen aangesloten bij de ASEAN en -vanaf 2004- Oost-Timor.
De competitie werd gesponsord door Asia Pacific Breweries, een brouwerij uit Singapore die onder andere Tiger Beer op de markt brengt, tijdens deze periode, 1996-2004, werd het kampioenschap onder de naam Tiger Cup gespeeld. De editie van 2007 werd onder de algemene naamgeving gespeeld. In 2008 werd Suzuki hoofdsponsor van het toernooi en werd AFF Suzuki Cup de naam van het toernooi, dezelfde naam werd in 2010 gehanteerd.

## Format vanaf 2018
In maart 2016 werd gemeld dat de AFF het format voor dit toernooi wil veranderen vanwege het tegenvallend aantal toeschouwers bij wedstrijden. Met name bij wedstrijden waarbij niet het gastland speelt. In het nieuwe format zullen de negen hoogst geklasseerde landen zich direct plaatsen voor het eindtoernooi. De 10e en 11e spelen een kwalificatieronde om te bepalen welk landen als tiende mag deelnemen aan het hoofdtoernooi. De kwalificatieronde bestaat uit 2 wedstrijden, waarbij elk land een keer thuis speelt. Op het hoofdtoernooi worden de 10 landen verdeeld over 2 groepen van vijf landen. In iedere poule speelt ieder land 1 keer tegen elkaar. Ieder land mag daarbij 2 keer thuis spelen en 2 keer een uitwedstrijd. Loting zal dit bepalen. In de uiteindelijke knock-outfase zijn geen veranderingen ten opzicht van het oude systeem. Landen spelen hierin 2 keer tegen elkaar, een uit- en thuiswedstrijd.

## Historisch overzicht
| 1996 Details | Singapore                                              | Thailand  | 1–0      | Maleisië   |
| 1998 Details | Vietnam                                                | Singapore | 1–0      | Vietnam    |
| 2000 Details | Thailand                                               | Thailand  | 4–1      | Indonesië  |
| 2002 Details | Indonesië / Singapore HF, 3e/4e plaats, F in Indonesië | Thailand  | 2–2 ns   | Indonesië  |
| 2004 Details | Maleisië / Vietnam HF, F d.m.v thuis-/uitwedstrijden   | Singapore | 3–1, 2–1 | Indonesië  |
| 2007 Details | Singapore / Thailand HF, F d.m.v thuis-/uitwedstrijden | Singapore | 2–1, 1–1 | Thailand   |
| 2008 Details | Indonesië / Thailand HF, F d.m.v thuis-/uitwedstrijden | Vietnam   | 2–1, 1–1 | Thailand   |
| 2010 Details | Indonesië / Vietnam HF, F d.m.v thuis-/uitwedstrijden  | Maleisië  | 3–2, 1–2 | Indonesië  |
| 2012 Details | Maleisië / Thailand HF, F d.m.v thuis-/uitwedstrijden  | Singapore | 3–1, 0–1 | Thailand   |
| 2014 Details | Singapore / Vietnam HF, F d.m.v thuis-/uitwedstrijden  | Thailand  | 2–0, 2–3 | Maleisië   |
| 2016 Details | Myanmar / Filipijnen HF, F d.m.v thuis-/uitwedstrijden | Thailand  | 1–2, 2–0 | Indonesië  |
| Nieuw format |                                                        |           |          |            |
| 2018 Details | geen gastland                                          | Vietnam   | 2–2, 1–0 | Maleisië   |
| 2020 Details | Singapore                                              | Thailand1 | 4–0, 2–2 | Indonesië1 |
| 2022 Details | geen gastland                                          | Thailand  | 2–2, 1–0 | Vietnam    |

1Op het toernooi van 2020 mochten beide finalisten niet onder de eigen vlag spelen, vanwege een straf van het World Anti-Doping Agency (WADA).

## Topscorers aller tijden
| Speler                                 | Doelpunten |
| -------------------------------------- | ---------- |
| Teerasil Dangda                        | 25         |
| Noh Alam Shah                          | 17         |
| Worrawoot Srimaka Lê Công Vinh         | 15         |
| Lê Huỳnh Đức                           | 14         |
| Adisak Kraisorn Kurniawan Dwi Yulianto | 13         |
| Bambang Pamungkas Kiatisuk Senamuang   | 12         |
| Agu Casmir                             | 11         |
| Khairul Amri                           | 10         |

Update december 2022

## Topscorers per toernooi
| Toernooi | Speler(s)                                                            | Doelpunten |
| -------- | -------------------------------------------------------------------- | ---------- |
| 1996     | Netipong Srithong-in                                                 | 7          |
| 1998     | Myo Hlaing Win                                                       | 4          |
| 2000     | Gendut Doni Christiawan Worrawoot Srimaka                            | 5          |
| 2002     | Bambang Pamungkas                                                    | 8          |
| 2004     | Ilham Jaya Kesuma                                                    | 7          |
| 2007     | Noh Alam Shah                                                        | 10         |
| 2008     | Budi Sudarsono Agu Casmir Teerasil Dangda                            | 4          |
| 2010     | Safee Sali                                                           | 5          |
| 2012     | Teerasil Dangda                                                      | 5          |
| 2014     | Safiq Rahim                                                          | 6          |
| 2016     | Chanathip Songkrasin                                                 | 6          |
| 2018     | Adisak Kraisorn                                                      | 8          |
| 2020     | Safawi Rasid Bienvenido Marañón Chanathip Songkrasin Teerasil Dangda | 4          |
| 2022     | Teerasil Dangda Nguyễn Tiến Linh                                     | 6          |

## Beste speler
| Toernooi | Speler               |
| -------- | -------------------- |
| 1996     | Zainal Abidin Hassan |
| 1998     | Nguyễn Hồng Sơn      |
| 2000     | Kiatisuk Senamuang   |
| 2002     | Therdsak Chaiman     |
| 2004     | Lionel Lewis         |
| 2007     | Noh Alam Shah        |
| 2008     | Dương Hồng Sơn       |
| 2010     | Firman Utina         |
| 2012     | Shahril Ishak        |
| 2014     | Chanathip Songkrasin |
| 2016     | Chanathip Songkrasin |
| 2018     | Nguyễn Quang Hải     |
| 2020     | Chanathip Songkrasin |
| 2022     | Theerathon Bunmathan |

## Eeuwige ranglijst

Thailand nr. 1 op de eeuwige ranglijst

Wedstrijden die door penalty's werden beslist gelden als gelijkspel.
| Land       | T  | GW | W  | G  | V  | DV  | DT  | +/−  | Ptn. |
| ---------- | -- | -- | -- | -- | -- | --- | --- | ---- | ---- |
| Thailand   | 13 | 77 | 49 | 17 | 11 | 167 | 89  | +78  | 164  |
| Vietnam    | 13 | 71 | 37 | 19 | 15 | 145 | 74  | +71  | 130  |
| Indonesië  | 13 | 69 | 35 | 14 | 20 | 175 | 122 | +53  | 119  |
| Singapore  | 13 | 62 | 31 | 15 | 16 | 112 | 62  | +50  | 108  |
| Maleisië   | 13 | 69 | 30 | 15 | 24 | 120 | 81  | +39  | 105  |
| Myanmar    | 13 | 46 | 15 | 7  | 24 | 58  | 101 | -43  | 52   |
| Filipijnen | 12 | 44 | 10 | 4  | 30 | 47  | 50  | –3   | 34   |
| Cambodja   | 8  | 30 | 4  | 0  | 26 | 29  | 102 | –73  | 12   |
| Laos       | 12 | 41 | 2  | 5  | 34 | 30  | 155 | –125 | 11   |
| Brunei     | 1  | 4  | 1  | 0  | 3  | 1   | 15  | –14  | 3    |
| Oost-Timor | 3  | 12 | 0  | 0  | 12 | 6   | 50  | –44  | 0    |

Laatste update 3 januari 2022

## Resultaten
| Team       | 1996 | 1998 | 2000 | 2002 | 2004 | 2007 | 2008 | 2010 | 2012 | 2014 | 2016 | 2018 | 2020 |
| ---------- | ---- | ---- | ---- | ---- | ---- | ---- | ---- | ---- | ---- | ---- | ---- | ---- | ---- |
| Australië  |      |      |      |      |      |      |      |      |      |      |      |      |      |
| Brunei     | GF   | DNQ  | DNP  | DNP  | DNP  | DNQ  | DNQ  | DNP  | DNQ  | DNQ  | DNQ  | DNQ  |      |
| Cambodja   | GF   | DNQ  | GF   | GF   | GF   | DNQ  | GF   | DNQ  | DNQ  | DNQ  | GF   | GF   | GF   |
| Indonesië  | 4e   | 3e   | 2e   | 2e   | 2e   | GF   | 1/2  | 2e   | GF   | GF   | 2e   | GF   | 2e   |
| Laos       | GF   | GF   | GF   | GF   | GF   | GF   | GF   | GF   | GF   | GF   | DNQ  | GF   | GF   |
| Maleisië   | 2e   | GF   | 3e   | 4e   | 3e   | 1/2  | GF   | 1e   | 1/2  | 2e   | GF   | 2e   | GF   |
| Myanmar    | GF   | GF   | GF   | GF   | 4e   | GF   | GF   | GF   | GF   | GF   | 1/2  | GF   | GF   |
| Filipijnen | GF   | GF   | GF   | GF   | GF   | GF   | DNQ  | 1/2  | 1/2  | 1/2  | GF   | 1/2  | GF   |
| Singapore  | GF   | 1e   | GF   | GF   | 1e   | 1e   | 1/2  | GF   | 1e   | GF   | GF   | GF   | 1/2  |
| Thailand   | 1e   | 4e   | 1e   | 1e   | GF   | 2e   | 2e   | GF   | 2e   | 1e   | 1e   | 1/2  | 1e   |
| Oost-Timor |      |      |      |      | GF   | DNQ  | DNQ  | DNQ  | DNQ  | DNQ  | DNQ  | GF   | GF   |
| Vietnam    | 3e   | 2e   | 4e   | 3e   | GF   | 1/2  | 1e   | 1/2  | GF   | 1/2  | 1/2  | 1e   | 1/2  |

Oost-Timor was eerst onderdeel van Indonesië. 

Australië was lid van de OFC. 

In 2018 was er niet 1 gastland
|     | Legenda             |
| --- | ------------------- |
| 1e  | Kampioen            |
| 2e  | Tweede              |
| 3e  | Derde               |
| 4e  | Vierde              |
| 1/4 | Kwartfinale         |
| GF  | Groepsfase          |
| q   | Gekwalificeerd      |
| DNQ | Niet gekwalificeerd |
|     | Gastland            |
|     | Niet deelgenomen    |

## Afbeeldingen

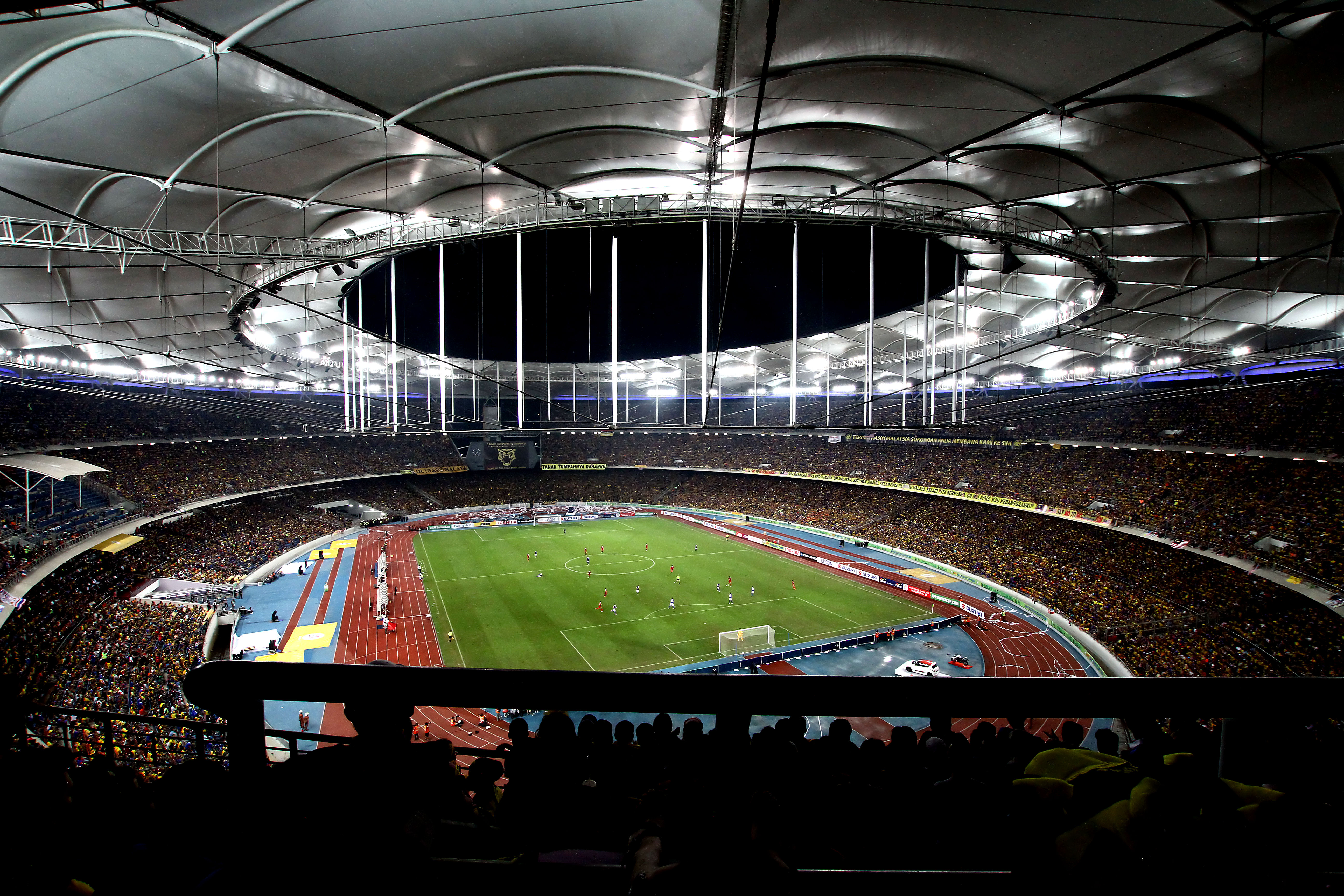
Finale 2014
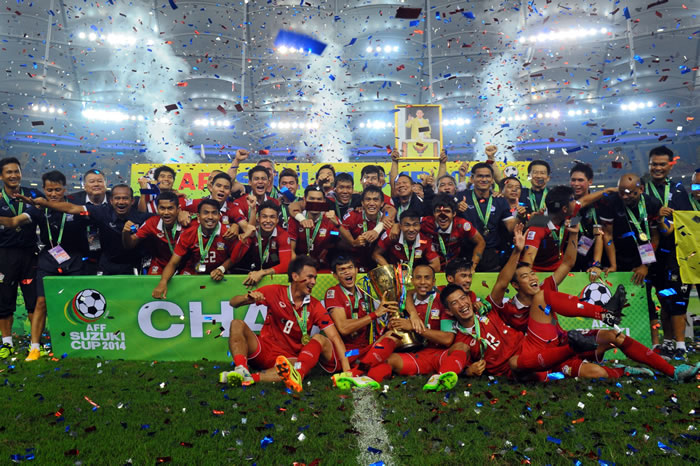
Kampioen 2014 (Thailand)

1996 · 1998 · 2000 · 2002 · 2004 · 2007 · 2008 · 2010 · 2012 · 2014 · 2016 · 2018 · 2020 · 2022 · 2024